# Jósepsson
Jósepsson ist ein männlicher isländischer Name.

## Herkunft und Bedeutung
Der Name ist ein Patronym und bedeutet Jóseps Sohn. Die weibliche Entsprechung ist Jósepsdóttir (Jóseps Tochter).

## Namensträger
- Ævar Örn Jósepsson (* 1963), isländischer Schriftsteller
- Lúðvík Jósepsson (1914–1994), isländischer Politiker (Volksallianz)